# Турсунназаров, Йигитали Турсунович
Йигитали Турсунович Турсунназаров (узб. Yigitali Tursunovich Tursunnazarov; род. 13 марта 1941, кишлак Рапкан, Ферганская область, Узбекская ССР, СССР) — советский, узбекский художник. Народный художник Узбекистана (2019), академик Академии художеств Узбекистана (1999). Лауреат Государственной премии Узбекской ССР имени Хамзы (1989).

## Биография
Родился 13 марта 1941 года в кишлаке Рапкан Ферганской области. В 1967 году окончил Республиканское художественное училище им. П. Бенькова, в 1973 году —  Ташкентский театрально-художественный институт имени А. Н. Островского, учился на отделении живописи у Рахима Ахмедова. С 1973 года преподавал в  художественном училище им. П. Бенькова, с 1999 года — преподаватель Национального института искусства и дизайна имени Камолиддина Бехзода, в настоящее время — профессор кафедры живописи. В 1999 году стал действительным членом Академии художеств Узбекистана. В 2019 году ему было присвоено почётное звание народного художника Узбекистана.

## Творчество
Представитель поколения узбекских художников 1970-х годов. Наиболее значительные работы: «Разлука», «Прокричали репродукторы беду», «Молодые хлопкоробы», «Бутофос 1970 годы» (1975), «Черное солнце» (1979), «Слезы Арала» (1985), «Труженики села Рапкана», «Судьба человека», триптих «Поэма о Воде», триптих «Хлопкоробы 80-х годов» (1984—2009), «Последнее письмо» (2010), «Раздумье» (2012), «Желтые цветы», «Белые бабочки», «Амир Тимур».
Известен как мастер эпических полотен и автор глубоких портретных образов своих современников, это такие работы, как: «Воображение», «Абдураззак Ата Икрамов», «Последнее письмо», «Ахмаджон Шукуров — участник Великой Отечественной войны», «Поэт», «Мои современники», «Эпос о воде». В независимом Узбекистане создал исторические полотна: трилогию «Сахибкиран Амир Темур», «Портрет Сахибкирана» для обложки книги об Амире Темуре, изданной в Швеции. Работы Турсунназарова экспонировались на национальных и зарубежных выставках в России, Индии, Англии и других странах.

## Награды
- Народный художник Узбекистана (2019)
- Лауреат Государственной премии Узбекской ССР имени Хамзы (1989)